# Lista de episódios de Kappa Mikey
Aqui estão os episódios de Kappa Mikey.

## 1ª temporada
| 1. The Lost Pilot                   |
| 2. The Switch                       |
| 3. Mikey Impossible                 |
| 4. Ship of Fools                    |
| 5. Saving Face                      |
| 6. The Fugi-Kid                     |
| 7. Mikey Likes It                   |
| 8. Easy Come, Easy Gonard           |
| 9. LilyMeow                         |
| 10. Splashomon                      |
| 11. The Good, the Bad and the Mikey |
| 12. Sumo of All Fears               |
| 13. Lost in Transportation          |
| 14. Big Trouble in Little Tokyo     |
| 15. The Phantom of the Soundstage   |
| 16. Battle of the Bands             |
| 17. La Cage Aux Mikey               |
| 18. Reality Bites                   |
| 19. A Christmas Mikey               |
| 20. With Fans Like These            |
| 21. Big Brozu                       |
| 22. The Man Who Would Be Mikey      |
| 23. Uh Oh Guano                     |
| 24. Like Ozu Like Son               |
| 25. Le Femme Mitsuki                |
| 26. The Oni Express                 |

## 2ª temporada
| 27. Camp!                  |
| 28. The Bracemaster        |
| 29. Hog Day Afternoon      |
| 30. Mikey at the Bat       |
| 31. Free Squiddy           |
| 32. Go Nard Hunting        |
| 33. Mikey, Kappa           |
| 34. Script Assassin        |
| 35. Mitsuki Vanishes       |
| 36. The Masked Tanuki      |
| 37. Back To school         |
| 38. Manic Monday           |
| 39. Mikey's Place          |
| 40. LilyBoo                |
| 41. Night of the Werepuff  |
| 42-43. The Karaoke Episode |
| 44. Mikey's Memoirs        |
| 45. Seven From LilyMu      |
| 46. Mikey and the Pauper   |
| 47. The Clip Show          |
| 48. Tin Putt               |
| 49. Live LilyMu            |
| 50. Mitsuki Butterfly      |
| 51. Fashion Frenzy         |
| 52. The Wizard of Ozu      |